# Burkersdorf (Zittau)
Burkersdorf ist ein Dorf in der sächsischen Oberlausitz und ein Ortsteil der Stadt Zittau im Landkreis Görlitz nahe der Grenze zu Polen. Bis zur Eingemeindung nach Schlegel 1950 war Burkersdorf eine selbstständige Gemeinde.

## Lage und Ausdehnung
Der Ort liegt im südöstlichen Teil des Landkreises im Tal des Kemmlitzbaches und erstreckt sich dabei über eine Länge von knapp eineinhalb Kilometern. Historisch gesehen ist Burkersdorf ein Waldhufendorf. Während auf der einen Seite der Dorfstraße hauptsächlich ehemalige Bauerngüter liegen, finden sich auf der anderen Straßenseite vorrangig Häusler- und Gärtneranwesen. Im Osten und Nordosten befindet sich der Klosterwald, im Südwesten der Oberwald. Im Südosten grenzt Burkersdorf an Schlegel.

## Geologie
Die Gemarkung des Dorfes ist vollständig von einer Lösslehmschicht überzogen, dadurch besitzt der Boden gute Eigenschaften und ist sehr fruchtbar. Allerdings waren im Westteil von Burkersdorf umfangreiche Maßnahmen zur Verbesserung des Bodens notwendig, um ertragreichen Wiesen- und Ackerland zu schaffen. So musste etwa die Vorflut eines großen Teiches ausgebaut werden, um eine Versumpfung und Verwachsung zu verhindern. 1927 wurde der Teich vollständig in Kulturland umgewandelt.

## Geschichte

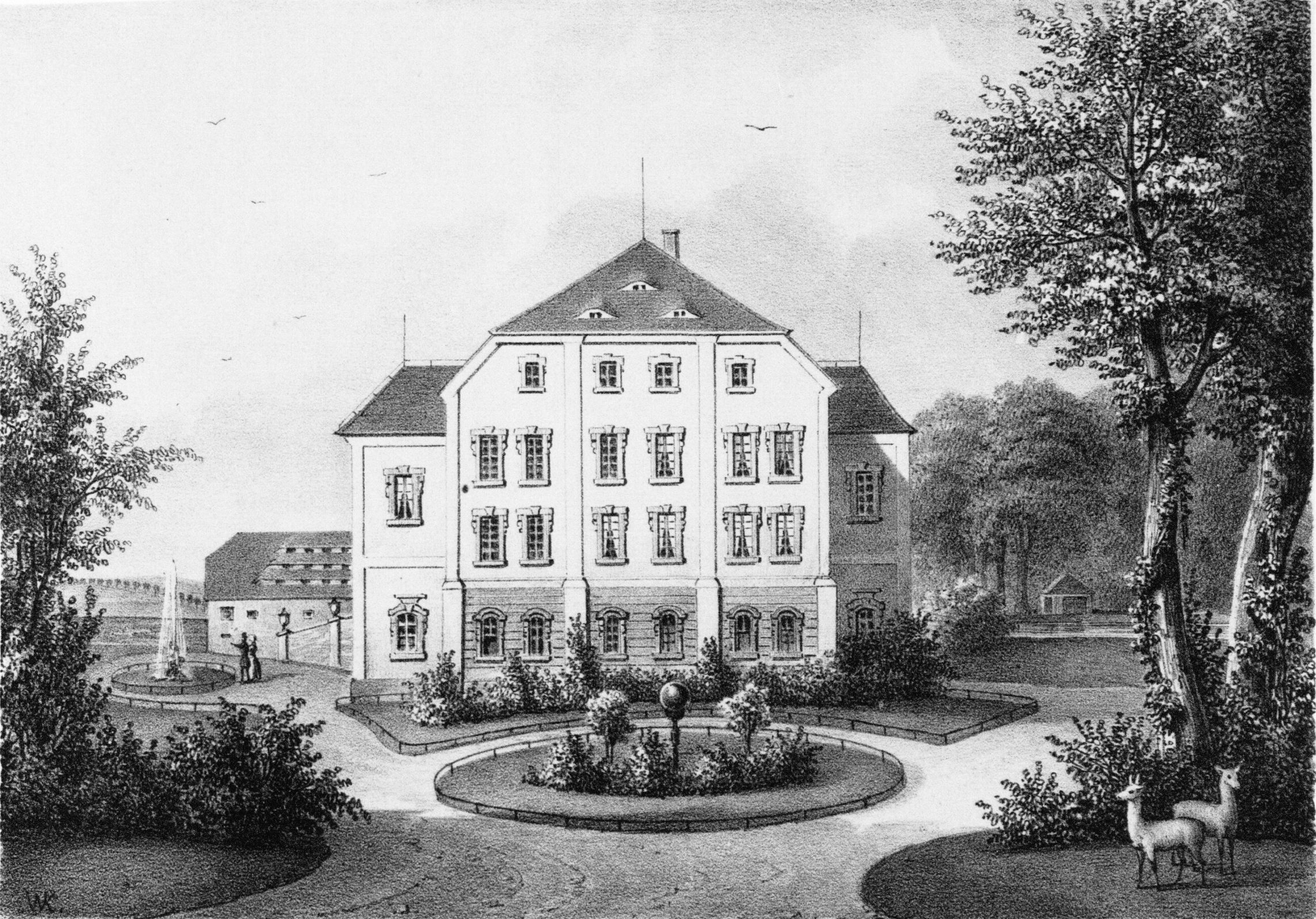
Das Burkersdorfer Rittergut Mitte des 19. Jahrhunderts

Man nimmt an, dass Burkersdorf im 14. Jahrhundert durch die Einwanderung von fränkischen und schwäbischen Siedlern entstand. Von Anfang an war der Ort ein Rittersitz und vorwiegend landwirtschaftlich geprägt. Das Dorf wird 1324 noch unter dem Namen Burkhardsdorff erstmals urkundlich erwähnt, als die Johanniterkommende von Hirschfelde hier eine Tochterkirche errichten lässt. Bis ins 16. Jahrhundert haben die Johanniter hier großen Einfluss. 1570 verkaufte die Kommende aber alle Gerechtigkeiten und Güter an Zittau, dies kann als Beginn der einsetzenden Reformation in Burkersdorf gesehen werden.
Mit der Einführung einer Untertanenordnung 1651 in der ganzen Oberlausitz, kam es auch in Burkersdorf verstärkt zu Auskaufungen, bei denen Bauerngüter auch gegen den Willen ihrer Bewohner von einem Grundherren an einen anderen übertragen werden konnten. Dadurch waren die Dorfbewohner der Willkür der Gutsbesitzer fast hilflos ausgeliefert.
Die ältesten bekannten Besitzer des Ritterguts in Burkersdorf sind die Mitglieder der Familie von Gersdorff, bevor diese das Gut 1690 an Ferdinand von Löben verkaufen. Der prominenteste Besitzer des Ritterguts war wohl Graf Moritz von Sachsen, der das Gut 1713 durch die Heirat mit von Löbens Tochter Johanna Victoria Tugendreich von Löben erhielt. Später gelangte es noch in den Besitz des Generalfeldmarschalls Jacob Heinrich von Flemming und 1734 ging es an den Hofrat Thomas August von Fletscher. Das Rittergut wurde bis Ende des Zweiten Weltkrieges bewohnt, der letzte Gutsherr war Joachim von Sandersleben. Im Mai 1945 brannte das zugehörige Schloss vollständig ab.
Nachdem die alte Kirche für die wachsende Bevölkerung zu klein wurde, stellte man den Neubau 1846 fertig. Burkersdorf bildete mit Schlegel schon immer eine einheitliche Schul- und Kirchgemeinde. Daher wurde es am 1. Juli 1950 nach Schlegel eingemeindet. Nach dessen Eingliederung nach Zittau 2007 gehört auch das Dorf zu dieser Stadt.

### Einwohnerentwicklung
| Jahr | Einwohner |
| ---- | --------- |
| 1777 | 300       |
| 1834 | 550       |
| 1855 | 610       |
| 1871 | 579       |
| 1890 | 524       |
| 1910 | 501       |
| 1925 | 573       |
| 1939 | 504       |
| 1946 | 731       |

Im Jahr 1777 wirtschafteten in Burkersdorf acht besessene Mann, 37 Gärtner und 14 Häusler.
Die erste Bevölkerungserhebung in Sachsen, in der nicht die Besitzverhältnisse, sondern jeder einzelne Einwohner gleichwertig gezählt wurde, erfolgte im Jahr 1834, damals lebten 550 Personen im Ort. Die Bevölkerung vergrößerte sich innerhalb der nächsten Jahrzehnte auf 610 Einwohner im Jahr 1855, fiel aber bis 1890 auf 524. Bis zum Ende des Zweiten Weltkriegs blieb die Einwohnerzahl etwa konstant bei 500 Bewohnern. Nach Ende des Krieges fanden viele Flüchtlinge in Burkersdorf eine neue Heimat, so dass die Bevölkerung auf knapp 750 Einwohner anwuchs.

### Ortsnamensformen
Ortsnamensformen von Burkersdorf sind unter anderem Burkhardsdorff (1324), Burkhardsdorf (1396), Borkersdorff (1416), Burckersdorff (1456), Burkerdorf (1558) und Burkersdorf b. Ostritz (1875). Man geht davon aus, dass der Ort seinen Namen von einem Lokator namens Burkhard erhielt, der das Dorf anlegte. Heute ist die Form Burkersdorf gebräuchlich.

## Persönlichkeiten
Folgende Personen wurden in Burkersdorf geboren oder wirkten hier:
- Hermann Knothe (1821–1903), Landeshistoriker der Oberlausitz
- Julius Pfeiffer (1824–1910), Jurist und Politiker (NLP), MdR, MdL (Königreich Sachsen)
- Siegfried Müller (1900–1942), Jurist, Amtshauptmann und Landrat
- Willy Mirtschin (1912–1979), deutscher Politiker